# Поединок (новелла)
«Поединок» (нем. Der Zweikampf) — новелла немецкого писателя Генриха фон Клейста, впервые опубликованная в 1811 году.

## Сюжет
Действие новеллы происходит в Германии в эпоху Позднего Средневековья. Главная героиня, которую считают падшей женщиной, пытается доказать миру свою невинность, а для этого прибегает к испытанию поединком.

## Восприятие
Томас Манн охарактеризовал «Поединок» как «гениально задуманный рассказ», с точки зрения сюжета схожий с «Маркизой д’О.».